# Original Six

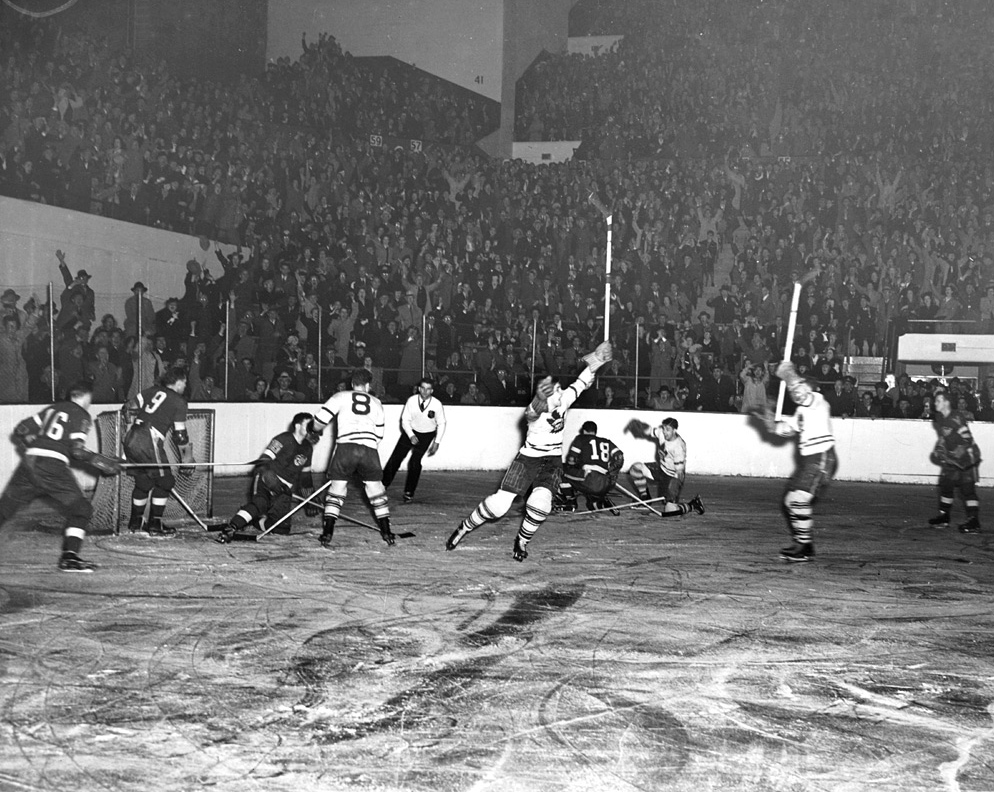
Partido entre Maple Leafs y Red Wings disputado en 1942/43, primera temporada de la era Original Six.

Original Six es el término empleado por los aficionados al hockey sobre hielo para referirse a los seis equipos que formaron parte de la National Hockey League desde la temporada 1942/43 hasta la temporada 1967/68, cuando la participación aumentó a 12 clubes. Los equipos que pertenecen a este grupo son Montreal Canadiens, Toronto Maple Leafs, Boston Bruins, Detroit Red Wings, Chicago Black Hawks y New York Rangers.
Aunque la expresión se traduce al español como Los seis originales, esto no significa que los seis equipos fueran los fundadores de la NHL. Sólo Montreal y Toronto están presentes desde la primera temporada de la NHL, mientras que Boston se incorporó en 1924 y el resto lo hizo en 1926. Por ello, el término hace referencia a los únicos participantes en el campeonato durante 25 temporadas consecutivas en las que no hubo ninguna expansión a otros clubes.

## Historia
La National Hockey League fue fundada en 1917 por cuatro equipos: Montreal Canadiens, Montreal Wanderers, Toronto Arenas (actual Maple Leafs) y Ottawa Senators. Después de varios cambios en los participantes, el campeonato se quedó con 10 participantes en la década de 1920 con la entrada de Boston Bruins en 1924 -fue el primer club de Estados Unidos en participar- y el ingreso de New York Rangers, Detroit Cougars (actual Red Wings) y Chicago Black Hawks en 1926, entre otros clubes.
Sin embargo, la Gran Depresión afectó a varios participantes, que quebraron por la difícil situación económica en Norteamérica. Tres de las diez franquicias (Ottawa Senators, Pittsburgh Pirates y Vancouver Maroons) dejaron de existir durante los años 1930. Por otra parte, la Segunda Guerra Mundial dejó a los clubes sin equipos a partir de 1939 porque los jugadores -en su gran mayoría canadienses- se alistaron en el Ejército al entrar su país en el conflicto desde el primer día. Esto provocó la desaparición de New York Americans en otoño de 1942, dejando a la NHL con seis equipos a partir de la temporada 1942/43.
El sistema de seis equipos se mantuvo durante 25 temporadas, y durante ese tiempo no se produjo la entrada de ninguna franquicia. Tanto Clarence Campbell, presidente de la NHL, como los propietarios de los clubes mantenían un sistema cerrado con criterios de admisión muy rigurosos, que solían cambiar cada poco tiempo para impedir la llegada de nuevos equipos. En cuanto al juego, había una liga regular en la que los clubes se enfrentaban 14 veces por temporada, por lo que las rivalidades eran frecuentes y la asistencia a los estadios muy superior. Al concluir la fase regular, los cuatro mejores se clasificaban para unos playoff donde salía el vencedor de la Stanley Cup.
A partir de la década de 1960, la aparición de nuevas ligas de hockey sobre hielo en Canadá y Estados Unidos amenazaban la hegemonía de la NHL en este deporte. En ese sentido la Western Hockey League, considerada durante años como una liga menor, había establecido franquicias en la Costa Oeste de los Estados Unidos, y muchos de sus jugadores habían alcanzado un nivel similar al de los deportistas de la NHL. Por último, las cadenas de televisión estadounidenses se habían mostrado interesadas en firmar un contrato con CBS superior al millón de dólares, por lo que Clarence Campbell abrió el campeonato a más franquicias. En 1967 se anunció una expansión de seis a 12 clubes, con la llegada de California Seals, Los Angeles Kings, Minnesota North Stars, Philadelphia Flyers, Pittsburgh Penguins y Saint Louis Blues.
Actualmente, todas las seis franquicias que formaron parte del Original Six continúan existiendo, sin cambios de identidad o traslados.

## Jugadores
El sistema de competición en la época del Original Six era bastante restringido a la hora de obtener nuevas promesas. Según las normas de la NHL, un equipo tenía derechos exclusivos a la hora de fichar un jugador promesa si éste se encontraba dentro de un área de 50 millas de distancia desde la sede del club. --> Si el jugador estaba fuera de esa área, podía negociar con cualquier equipo. La medida benefició a los equipos canadienses, ya que la mayoría de jugadores eran de esa nacionalidad, y a Detroit Red Wings, que podía disponer de derechos exclusivos con jugadores del sur de Ontario. Esta norma se mantuvo hasta la introducción del primer Draft en 1963. Esto también limitó los traspasos entre clubes.
Cada equipo podía firmar acuerdos de colaboración con clubes de ligas inferiores, medida conocida como sponsorship list (acuerdo de patrocinio). En la práctica, todos los equipos reclutaban jugadores canadienses, al contar ese país con las divisiones menores más desarrolladas, en detrimento de los jugadores estadounidenses. Una excepción fue Chicago Black Hawks, cuyo propietario en los años 1940, el Mayor Frederic McLaughlin, contrató jugadores de Estados Unidos en la medida que le fue posible. Sin embargo, los sextetos iniciales estaban formados casi en exclusiva por jugadores de Canadá, y los patinadores de EE. UU. prefirieron otras competiciones. La medida también afectó a los jugadores europeos: el único jugador procedente de ese continente que formó parte de un equipo del Original Six fue Ulf Sterner, que jugó para New York Rangers en 1965.
Aunque se considera 1942 como el primer año de la era Original Six, no fue hasta la temporada 1959/60 cuando todos los jugadores habían jugado sólo en uno de los seis equipos. El último jugador que no entraba en esa categoría, Ken Mosdell (presente en New York Americans) se retiró en 1959. Por otro lado, el último jugador que formó parte de la era Original Six fue Wayne Cashman, que debutó con Boston Bruins en 1964 y se retiró en 1983 con el mismo club.

## Críticas
La principal crítica a la era Original Six fue el sistema cerrado de competición a seis clubes, en el que la NHL permitía prácticas monopolísticas. Por ejemplo, James Norris Sr. fue el propietario de Detroit Red Wings y poseía un importante paquete accionarial en New York Rangers. A su vez, su hijo Bruce Norris heredó el cargo en Detroit en 1955, mientras que James D. Norris se hizo cargo de Chicago Blackhawks en 1946. Además, la entrada de otros clubes era muy complicada, porque los criterios de ingreso se modificaban cada año y no eran asumibles para nuevas franquicias.
La baja participación a seis franquicias puso en cuestión la competitividad de la NHL, ya que muchos consideraban que la clasificación para una fase final de cuatro equipos era muy fácil. Durante las 25 temporadas que duró esa era, los campeones de la Stanley Cup fueron los dos canadienses -Montreal Canadiens y Toronto Maple Leafs- más Detroit Red Wings. Sólo un equipo, Chicago Black Hawks, rompió esa tónica con su victoria en la temporada 1960/61, mientras que Rangers y Bruins no ganaron nada en todo ese tiempo.
Además, también se puso en cuestión los derechos laborales de los jugadores. El sindicato de jugadores, conocido como NHL Players' Association, no se formó hasta 1967, y todos los intentos para crear una asociación fueron detenidos por los propietarios de las franquicias. En cuanto a ingresos particulares, los jugadores no podían obtener beneficios de promociones, patrocinios o cromos, a diferencia de los jugadores de las Grandes Ligas de Béisbol. Aunque en 1946 la NHL creó un sistema de pensiones para jugadores retirados, buena parte de los beneficios estuvo bajo el control de los dueños de los clubes hasta el final de la era, y no se supo la cuantía total del fondo hasta finales de la década de 1980.

## Estadísticas

### Palmarés

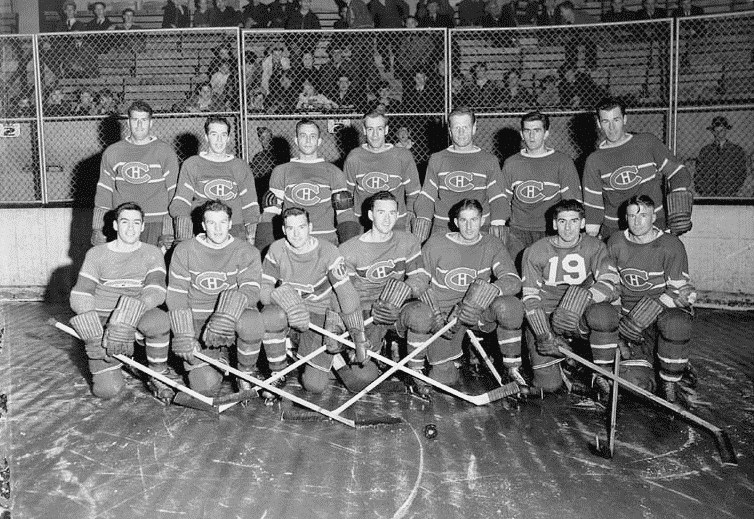
Montreal Canadiens (en imagen, el equipo de 1942) fue el equipo que más Stanley Cup ganó en la era Original Six.

| Equipo              | Ciudad     | Desde | Stanley Cup | Temporadas                                                                               |
| ------------------- | ---------- | ----- | ----------- | ---------------------------------------------------------------------------------------- |
| Montreal Canadiens  | Montreal   | 1917  | 10          | 1943/44, 1945/46, 1952/53, 1955/56, 1956/57, 1957/58, 1958/59, 1959/60, 1964/65, 1965/66 |
| Toronto Maple Leafs | Toronto    | 1917  | 9           | 1944/45, 1946/47, 1947/48, 1948/49, 1950/51 1961/62, 1962/63, 1963/64, 1966/67           |
| Detroit Red Wings   | Detroit    | 1926  | 5           | 1942/43, 1949/50, 1951/52, 1953/54, 1954/55                                              |
| Chicago Black Hawks | Chicago    | 1926  | 1           | 1960/61                                                                                  |
| Boston Bruins       | Boston     | 1924  | 0           | -                                                                                        |
| New York Rangers    | Nueva York | 1926  | 0           | -                                                                                        |

### Partidos
|                     | J    | G   | P   | E   | Pts  |
| ------------------- | ---- | --- | --- | --- | ---- |
| Montreal Canadiens  | 1640 | 855 | 537 | 248 | 1958 |
| Detroit Red Wings   | 1640 | 784 | 572 | 284 | 1852 |
| Toronto Maple Leafs | 1640 | 725 | 623 | 292 | 1742 |
| Chicago Black Hawks | 1640 | 594 | 779 | 267 | 1455 |
| Boston Bruins       | 1640 | 578 | 781 | 281 | 1437 |
| New York Rangers    | 1640 | 503 | 843 | 294 | 1300 |

J = Partidos Jugados; G = Partidos Ganados; E = Partidos Empatados; P = Partidos Perdidos; Pts = Puntos